# Хансен, Дан
Дан Ха́нсен (фар. Dan Hansen; род. 10 октября 1966 года в Тофтире, Фарерские острова) — бывший фарерский футболист, защитник, выступавший за клуб «Б68».

## Биография
Дан является воспитанником тофтирского футбола. В 1989 году он впервые попал в заявку дублирующего состава «Б68». В сезоне-1990 он дебютировал за него, а также стал привлекаться к матчам первой команды клуба. В составе «Б68 II» Дан выиграл
второй дивизион в 1992 году, и в 1993—1994 годах выступал за эту команду в первом дивизионе. 21 августа 1994 года в матче чемпионата Фарерских островов против клуба «ЭБ/Стреймур» состоялся дебют Дана за «Б68»: защитник появился на поле на 63-й минуте вместо Сигнара Йоханнесена. Также в сезоне-1994 он принял участие в игре высшей лиги с «Б36».
В 1995 году Дан не играл за первую команду «Б68», ограничившись выступлениями за дублирующий состав во втором дивизионе. Он был основным центральным защитником «Б68 II» в том сезоне, и внёс серьёзный вклад в возвращение команды в первую лигу. В первой половине сезона-1996 Дан продолжал регулярно играть за дубль тофтирцев, также он сыграл против «Б71» в высшем дивизионе. Летом 1996 года он закончил карьеру игрока и перешёл на работу в Фарерскую футбольную федерацию.

## Достижения
«Б68 II»
- Победитель второго дивизиона (2): 1992, 1995